# Neontologia
A neontologia é uma parte da biologia que, em contraste com a paleontologia, trata de organismos vivos (ou, de forma mais geral, recentes). É o estudo de táxons extantes (singular: táxon extante): táxons (como espécies, gêneros e famílias) com membros ainda vivos, em oposição aos que estão todos extintos. Por exemplo:
- O alce (Alces alces) é uma espécie extante, e o alce-irlandês (Megaloceros giganteus) é uma espécie extinta. No grupo dos moluscos conhecidos como cefalópodes, em 1987 havia aproximadamente 600 espécies extantes e 7 500 espécies extintas.[4]
- Um táxon pode ser classificado como extinto se for amplamente aceito ou certificado que nenhum membro do grupo ainda está vivo. Por outro lado, um táxon extinto pode ser reclassificado como extante se houver novas descobertas de espécies vivas ("espécies Lázaro"), ou se espécies extantes previamente conhecidas forem reclassificadas como membros do táxon.[1][2][3]

A maioria dos biólogos, zoólogos e botânicos são, na prática, neontologistas, e o termo neontologista é usado principalmente por paleontólogos referindo-se a não-paleontólogos. Stephen Jay Gould disse sobre a neontologia:
Todas as profissões mantêm seus parochialismos, e confio que os leitores não paleontológicos perdoarão nossa principal manifestação. Somos paleontólogos, então precisamos de um nome para nos contrastar com todos vocês que estudam organismos modernos no tempo humano ou ecológico. Vocês, portanto, se tornam neontologistas. Reconhecemos a natureza desequilibrada e paroquial dessa divisão dicotômica.
A biologia evolutiva neontológica tem uma perspectiva temporal entre 100 e 1000 anos. A base fundamental da neontologia depende de modelos de seleção natural e especiação. Os métodos da neontologia, quando comparados aos da paleontologia evolutiva, têm uma ênfase maior em experimentos. Existem descontinuidades mais frequentes na paleontologia do que na neontologia, porque a paleontologia envolve táxons extintos. A neontologia tem organismos realmente presentes e disponíveis para amostrar e realizar pesquisas. O método de pesquisa da neontologia usa cladística para examinar morfologias e genética. Os dados da neontologia têm maior ênfase em dados genéticos e na estrutura populacional do que a paleontologia.